# 샤말 작전
샤말 작전은 2014년 9월부터 프랑스군이 시리아와 이라크에서 ISIL의 확장을 차단하고 이라크군을 지원하기 위해 시행한 작전이다. 작전명은 페르시아만 국가와 이라크에 불어오는 북서풍인 샤말에서 유래했다. 이라크에서의 공습은 2014년 9월 19일부터 시작되었고, 시리아에서는 2015년 9월 말부터 시작되었다. 프랑스 대통령 프랑수아 올랑드가 이 작전에서 육상 병력은 사용하지 않겠다고 강조했기 때문에 프랑스 군의 작전은 공습으로 제한되어 있다. 추가적으로 프랑스 순양함 2척이 미국 해군 제50임무부대에 참가하여 지원 임무를 수행하고 있다. 2015년 11월 14일 ISIL은 파리 테러를 샤말 작전의 복수라고 주장했다. 이에 대한 응징으로 프랑스는 러시아와 함께 ISIL의 실질적 수도인 시리아 락까에 공습을 가했다.

## 배경
2014년 6월 10일, 테러 집단인 ISIL과 다른 수니파 반란군이 이라크의 두번째로 큰 도시인 모술을 점령했다. 이라크군과의 전투 후 ISIL은 도시들을 포위한 이후 학살을 비롯한 여러 전쟁범죄를 저질렀으며 2014년 6월 동안 ISIL은 야지디인과 아시리아인들을 학살했다. ISIL은 스피처 캠프 학살을 자행해 수천 명의 사람들을 살해했다. 8월 달까지 ISIL은 이라크의 3분의 1을 차지했다. 8월 말 미국 대통령 버락 오바마는 이라크에서의 공습을 허가했다. 다음 날 미국 공군은 ISIL 병사들을 목표로 공습을 감행했고, 영국과 프랑스는 인도적인 지원을 담당했다. 2014년 9월 10알 오바마는 미국의 작전을 시리아로 넓히는 계획을 수립했다.

## 이라크 파병
2014년 9월 18일 미국 국무부 장관 존 케리는 미국 하원의 미국 본토 외교 위원회 (USHCFA) 앞에서 대통령 프랑수아 올랑드가 이라크 정부의 요청에 따라 이라크에서의 공습을 허가했다고 발표했다. 9월 19일 프랑스 공군이 2대의 GBU-12 페이브웨이 II로 무장한 다소 라팔을 이용해 첫 공습을 시작했고 프랑스의 개입이 시작되었다. 프랑스 군은 GBU-12 4개를 모술에 있는 ISIL 무기고에 투하하며 공습을 이어갔다. 올랑드의 보좌관은 ISIL의 목표로 한 무기고가 맞은 후 완전히 폭발했다고 말했다. 이 공습은 The airstrikes killed 75 fighters from the Islamic State. 이라크 군 발표인, 카짐 알무사위는 4번의 프랑스 공습이 이라크의 주마르를 타격하여 수많은 무장단원들을 죽였다고 말했다.
9월 21일 두 대의 라팔 전투기가 바그다드 인근의 수색 작전에서 이라크 육군에 공중 지원을 해주었다. 9월 22일, 프랑스는 2대의 라팔 전투기로 모술 상공에서 수색 임무를 수행했다. 다른 수색 임무는 9월 23일에 수행되었다. 9월 24일, 2번의 수색 임무 및 동적 대상 탐색 임무가 바그다드와 모술에서 수행되었으며 이라크가 이를 지원해주었다.
9월 25일 수색 작전 중 2대의 라팔 전투기가 그들 인근의 목표에 대한 정보를 합동 공중작전 본부에서 받은 후 2번째 공습을 감행했다. 이는 프랑스 인질이 준드 알 칼리파라는 테러 집단이 알제리에서 그들을 사살한 지 하루가 지난 때였다. 스테판 레 폴은 "오늘 아침 프랑스가 이라크 영토에 공습을 했습니다."라고 말했다. 전투기는 팔루자 근처의 ISIL 종합보관소 4개를 파괴했다. 프랑스와 미군은 같은 날 밤 키르쿠크에 공습을 가해 15명의 ISIL 병사들을 죽이고 30명을 다치게 했다.
2번의 수색 임무에서 아탈란틱 2와 라팔 제트기 2대가 니나와주 상공을 9월 26일 비행했다. 2014년 11월 요르단에 기지를 둔 6대의 다소 미라주 2000이 공습 부대와 함께 출정했다. 2014년 12월 18일부터 2015년 1월 7일까지 프랑스 공군은 전체 45회의 출격 임무를 수행했다. 라팔과 미라주가 30개의 임무를 수행하며 목표를 무장해제시켰다.
2015년 1월 14일, 프랑수아 올랑드는 샤를 드 골 함을 공격부대와 함께 페르시아만에 배치하여 ISIL에 대한 공습을 지원할 수 있게 하겠다고 선언했다. 선박은 11월에 출항하였고, 2014년 11월 23일 프랑스는 항모로부터 첫 공습을 감행했다.

## 공습의 확산
2015년 9월 말, 프랑스는 시리아 대통령 바샤르 알아사드의 손으로 그의 적들에 대한 공격의 강화를 막기 위해 시리아에서 소규모의 공습을 시작했다. 프랑스 항공기들은 2015년 10월 초 시리아에 있는 목표들을 타격했다. 시리아 총리 볼스는 요르단의 암만에서 기자들에게 "프랑스에서 테러리스트들의 공격이 있었습니다. 자위의 이름으로 다에시를 공격하는 것은 필수적이며 우리는 이것을 계속할 것입니다."라고 말했다. 그는 덧붙여, "다에시 내에 프랑스 국민들이 있던 없던, 그리고 그것은 가능할 수 있지만 우리는 다에시를 강타해야 할 책임이 있습니다. 테러리스트들은 여권을 가지고 있지 않습니다."
2015년 11월 14일, ISIL은 2015년 11월 파리 테러가 샤말 작전에 대한 복수라고 주장했다. 이러한 응징으로 프랑스 공군은 테러가 일어난 다음 날부터 공격을 강화했다. 2015년 11월 15일, 프랑스 공군은 전투기 10대를 포함한 항공기 12대를 ISIL의 실질적 수도인 시리아의 락까에 보내 20개의 폭탄을 훈련소와 무기 시설에 투하했다. 영국은 공대공 보급과 키프로스의 공군 기지 사용 허가로 프랑스군을 지원했다. 또한 독일의 대 IS 군사 개입은 파리 테러에 대한 대처 중 하나였으며, 이들은 터키에서 파나비아 토네이도와 순양함을 파견하여 프랑스를 지원했다.

## 같이 보기
- 대 IS 군사 개입
- 내재된 결단 작전
- 러시아군의 시리아 내전 개입
- 오크라 작전
- 임팩트 작전
- 셰이더 작전